# Lewisville (Carolina del Nord)
Lewisville és una població dels Estats Units a l'estat de Carolina del Nord. Segons el cens del 2000 tenia 8.826 habitants.

## Demografia
Segons el cens del 2000, Lewisville tenia 8.826 habitants, 3.341 habitatges i 2.676 famílies. La densitat de població era de 317,3 habitants per km².
Dels 3.341 habitatges en un 40% hi vivien nens de menys de 18 anys, en un 70,5% hi vivien parelles casades, en un 7,4% dones solteres, i en un 19,9% no eren unitats familiars. En el 16,6% dels habitatges hi vivien persones soles el 4,7% de les quals corresponia a persones de 65 anys o més que vivien soles. El nombre mitjà de persones vivint en cada habitatge era de 2,64 i el nombre mitjà de persones que vivien en cada família era de 2,98.
Per edats la població es repartia de la següent manera: un 26,8% tenia menys de 18 anys, un 5,8% entre 18 i 24, un 31,7% entre 25 i 44, un 27,5% de 45 a 60 i un 8,2% 65 anys o més.
L'edat mediana era de 38 anys. Per cada 100 dones de 18 o més anys hi havia 92,6 homes.
La renda mediana per habitatge era de 64.571 $ i la renda mediana per família de 72.250 $. Els homes tenien una renda mediana de 50.229 $ mentre que les dones 34.496 $. La renda per capita de la població era de 29.999 $. Entorn de l'1,6% de les famílies i el 2,5% de la població estaven per davall del llindar de pobresa.

## Poblacions més properes
El següent diagrama mostra les poblacions més properes.